# Спорт у Черкаській області
Стаття описує спорт у Черкаській області України.

## Зародження

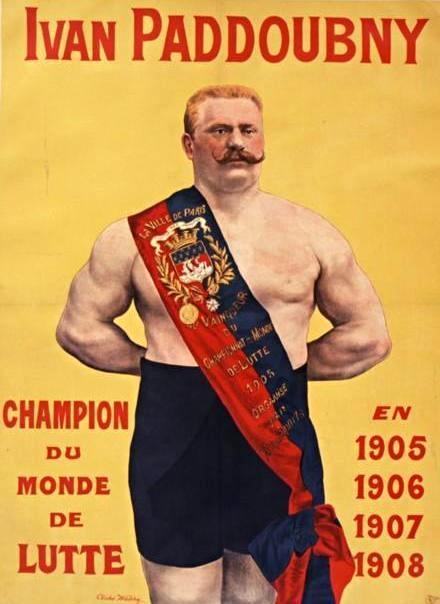
Богатир Іван Піддубний родом з Черкащини

Згадки про ігри, що потребували фізичної та розумової активности, існують на Черкащині ще від козацьких часів: їзда верхи, боротьба, квач, «доганялки», шахи, шашки тощо.
Організованої форми заняття спортом набуло на зламі XIX—XX століть (тоді регіон входив до складу Російської імперії), коли гімнастикою та спортом захопилися учні гімназій, училищ та інших навчальних закладів Черкас, Умані, Сміли, Звенигородки та Золотоноші. Гімнастику впроваджено до шкільної програми згідно з «Інструкцією викладання гімнастики в чоловічих навчальних закладах» 1889 року.
У селі Красенівка (сучасний Золотоніський район) народився богатир Іван Піддубний. У 1900-х роках він неодноразово виходив переможцем міжнародних турнірів, здобувши славу одного з найсильніших борців світу. У 1910—1914 роках борець зробив перерву у циркових гастролях і спортивних виступах, купив землю біля сіл Богодухівка і Красенівка, одружився та осів там. Однак справи пішли кепсько, Піддубний розорився, продав майно, щоб розплатитися з кредиторами, і 1914 року продовжив мандрівне життя.

## У незалежній Україні

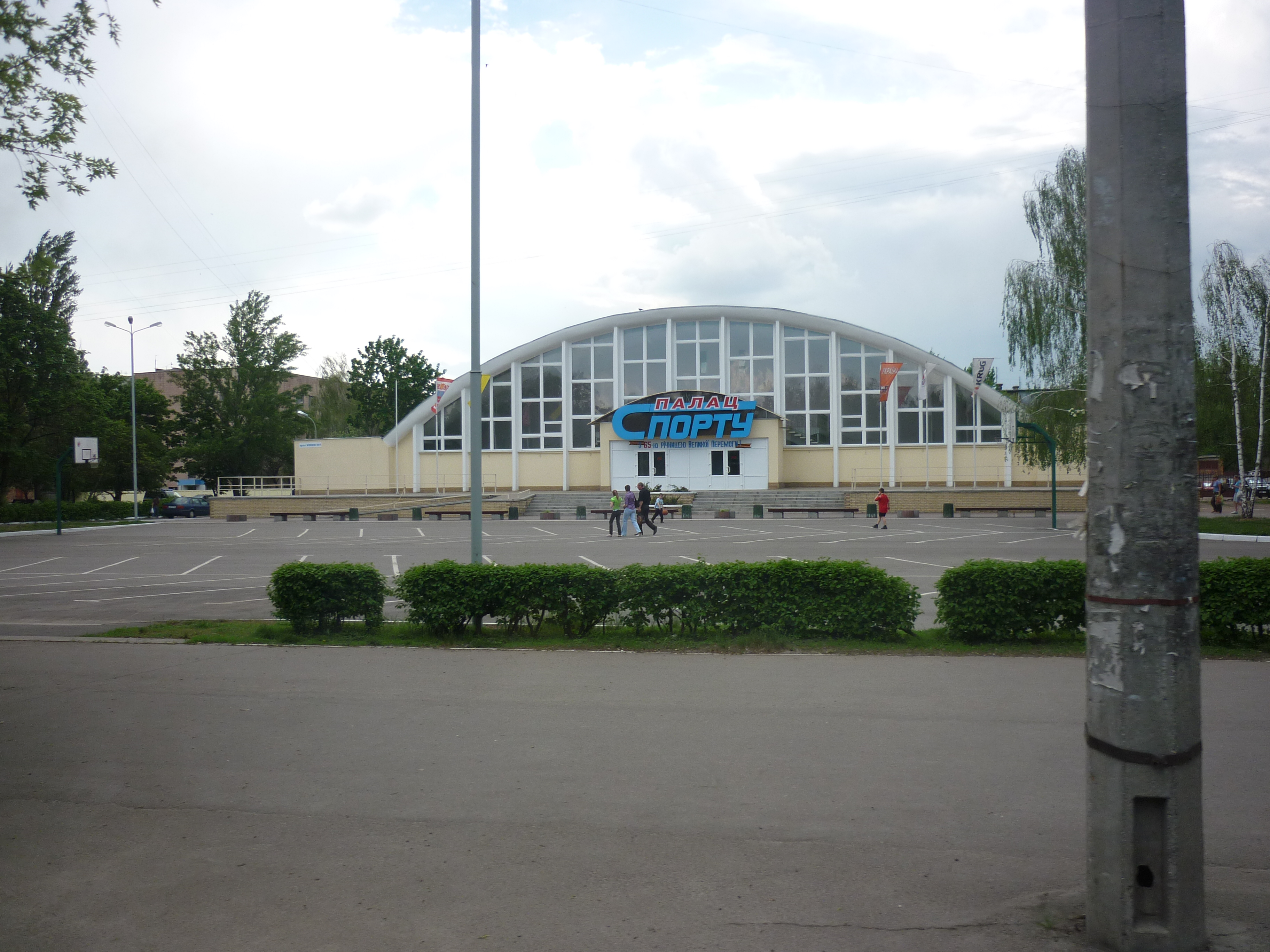
Палац спорту «Будівельник» (Черкаси), де граюсь головні баскетбольні та волейбольні команди міста

Великих успіхів у 1990-х і 2000-х роках досягали волейбольні команди з Черкас — жіночий клуб «Круг» і чоловічий клуб «Азот», що були багаторазовими чемпіонами України.
Чоловічий клуб «Черкаські Мавпи» у сезоні 2017/18 виграв Суперлігу України з баскетболу, а його вихованець Святослав Михайлюк потрапив до американської НБА — найсильнішої ліги світу (у майбутньому стане чемпіоном НБА).

## Дослідження
Автором першого комплексного дослідження історії спорту на Черкащині став краєзнавець Василь Страшевич. Його енциклопедичний довідник «Спорт на Черкащині» (2018) містить кілька сотень статей про спортивні організації та спортсменів Черкаської области.